# Алехандро Режон Хучин
Алехандро Режон Хучин (ісп. Wilberth Alejandro Rejón Huchin; Мерида, Юкатан,1997) — мексиканський поет, культурний менеджер та журналіст. Директор-засновник Міжнародного поетичного фестивалю в Теко, Юкатан, Мексика. Деякі його тексти перекладено арабською, італійською, румунською, Грецька, французькою, Каталонська та Бенгальська мовами.

## Видав книги
Курс обрізаного портрета, Аргентина, Editora Buenos Aires Poesia, 2019.
Розбита вода мрій, Сполучені Штати, Редакція Primigenios, 2020.
Жага блискавки, Чилі, редакція Andesgraund, 2020.

## Відзнаки
Поважний відвідувач із міста Толука, Мексика, 2018.
Міжнародна поетична премія Гарольда фон Іора, 2019.
Міжнародне визнання культурних заслуг, уряд Теко, Мексика, 2020.
Визнання його роботи у створенні міжнародних проектів на благо художньої та культурної спільноти, уряд тласкала, Мексика, 2020.